# Police nad Metují (stacja kolejowa)
Police nad Metují – stacja kolejowa położona około 4 km na południe od centrum miasta Police nad Metují, w kraju hradeckim, w Czechach. Znajduje się na wysokości 400 m n.p.m.
Jest zarządzana przez Správę železnic. Na stacji nie ma możliwości zakupu biletów, a obsługa podróżnych odbywa się w pociągu.

## Linie kolejowe
- 026 Týniště nad Orlicí - Otovice zastávka